# Mistrzostwa Świata w Pięcioboju Nowoczesnym 1954
Mistrzostwa Świata w Pięcioboju Nowoczesnym 1954 – 5. edycja mistrzostw odbyła się w Budapeszcie.

## Klasyfikacja medalowa
| Lp. | Państwo    | złoto | srebro | brąz | Razem |
| --- | ---------- | ----- | ------ | ---- | ----- |
| 1   | Węgry      | 1     | -      | 1    | 2     |
| -   | Szwecja    | 1     | -      | 1    | 2     |
| 3   | Szwajcaria | -     | 2      | -    | 2     |

## Medaliści

### Mężczyźni
| Złoto                                                  | Srebro                                                        | Brąz                                               |
| Indywidualnie                                          |                                                               |                                                    |
| Björn Thofelt                                          | Werner Vetterli                                               | István Szondy                                      |
| Drużynowo                                              |                                                               |                                                    |
| Węgry · István Szondy · Gábor Benedek · Károly Tasnády | Szwajcaria · Werner Vetterli · Hansueli Glogg · Erhard Minder | Szwecja · Bertil Haase · Åke Julin · Björn Thofelt |